# Ronceverte
Ronceverte – miasto w Stanach Zjednoczonych, w stanie Wirginia Zachodnia, w hrabstwie Greenbrier.